# Thyropygus immanis
Thyropygus immanis är en mångfotingart som beskrevs av Carl Graf Attems 1903. Thyropygus immanis ingår i släktet Thyropygus och familjen Harpagophoridae. Inga underarter finns listade i Catalogue of Life.